# Los Sitios
Los Sitios fou un diari d'àmbit local fundat a Girona l'1 de gener de 1943 per Juan Aparicio com a diari de FET y de las JONS. Més tard es va convertir en el diari del Movimiento, el partit únic del règim. L'actual Diari de Girona neix l'any 1988 com una renovació democràtica i independent del diari falangista.
A diferència del seu predecessor, El Pirineo, era un diari propietat de l'administració del mateix règim concebut per iniciar una nova etapa periodística molt més ambiciosa, amb una infraestructura que progressivament s'anava equiparant a la d'un bon diari de “províncies”. Tanmateix, ambdues capçaleres compartien una única funció: legitimar el franquisme servint-se de les instruccions que els imposaven els successius governadors civils. Els seus directors, doncs, eren nomenats des del govern, solien venir de fora i eren personatges poc arrelats a les terres catalanes. L'únic director que va tenir una certa inquietud d'integrar-se a Catalunya va ser el murcià Fulgencio Miñano, que va dirigir el periòdic durant la dècada dels seixanta. A la redacció, en canvi, hi treballaven articulistes gironins, la majoria dels quals ja havien integrat la redacció d'El Pirineo o, encara més enllà, de l'antic Diario de Gerona de avisos y noticias. Aquest és el cas de Manuel Bonmatí i Romaguera o Carles de Bolòs, que pretenien, des de les seves respectives seccions, donar al diari un to una mica més gironí.

## Aspectes tècnics
Editat a la impremta confiscada a Darius Rahola i Llorens, El contingut del diari estava format, bàsicament, per articles apologètics del règim i es presentava amb un gran format. Amb el temps, a més, va anar introduint certs elements de modernització en la distribució i la compaginació, portat de la mateixa evolució dels mitjans de comunicació, tot i que sempre es va mantenir fidel a la seva primitiva ideologia. Precisament, la majoria dels editorials del diari venien redactats des de Madrid i eren comuns a tota la premsa oficial, així com les consignes bàsiques que calia seguir. Ja l'any 1968 Los Sitios enceta una nova etapa caracteritzada per l'excessiva espectacularitat dels titulars.
Va ser un dels primers diaris que es van començar a repartir al matí quan, en aquella època, els periòdics solien sortir a la tarda. Los Sitios va ser molt influent durant el franquisme (a algunes ciutats com Olot i Figueres es llegia més que els setmanaris autòctons), com demostra el fet que va ser el diari únic de la província de Girona durant pràcticament cinquanta anys. El seu tiratge durant la dictadura era d'aproximadament uns 10.000 exemplars diaris i la publicitat va esdevenir un element important per al seu creixement, per això cada vegada incloïa més anuncis a les seves pàgines. Aquest factor i el monopoli de la informació que va exercir durant tot el franquisme van esdevenir els eixos fonamentals de l'economia del diari.
L'aparició de Los Sitios va significar una competència directa als diaris de Barcelona (com La Vanguardia), ja que molts preferien la informació útil local, la cartellera de cinema, les farmàcies obertes, els esports locals... a les grans notícies nacionals o del món que oferien la resta de capçaleres.

## Etapes i directors
Los Sitios, que va ser durant més de quaranta anys el diari únic de Girona, va néixer com un producte absolutament aliè a la realitat gironina, d'acord amb afinitats polítiques i ideològiques més que no pas periodístiques, per la qual cosa els càrrecs solien ser efímers. El primer director, Francisco Alfonso Merchán, és destinat a Huelva el 1944 on morirà al cap de poc, deixant com a successor Rafael Manzano. Manzano s'encarrega de dirigir la publicació fins que se li consigna el càrrec de secretari de redacció del diari barceloní Solidaridad Nacional, també del Movimiento.
El següent director és el murcià Gonzalo Aguarón del Hoyo que abandona el càrrec al cap de poc temps per dedicar-se a corredor de comerç a fora de Catalunya. Fulgencio Miñano arriba a Girona per ocupar el lloc de director de Los Sitios a inicis de la dècada del 1950 i no el deixarà fins 15 anys després. Amb Miñano, també murcià, el diari esdevé la primera publicació a Catalunya amb una secció setmanal escrita en català, si bé això li va produir també disputes amb alguns companys de la redacció que intuïen el seu poc convenciment franquista. Tanmateix, aquesta etapa va finalitzar amb l'arribada del burgalès Gonzalo Garrido que va retornar la capçalera a la submissió de les pautes establertes pel governador civil fins després de la mort de Franco.
Tampoc els redactors en cap, des de la dècada del 1940, mantenien un lligam amb Girona ni mostraven cap voluntat d'integració, ja que generalment es movien entre els seus domicilis i la redacció del diari. Des del principi, Los Sitios acull els redactors i molts col·laboradors provinents d'El Pirineo: Francesc Moré, Manuel Bonmatí, J.M. Ginés, Carles de Bolòs... d'aquest darrer en destaquen els prop de 4.000 articles de la secció Ángulo de la Ciudad, que descrivien Girona amb un estil i un to que els feien adequats a tothom. També té un paper rellevant en la redacció del diari el periodista J.M. Clarà, que s'encarregava de feines diverses (secció informativa sobre actes oficials, inauguracions...) i representava el corrent més liberalista i catalanista dins la redacció. Hi havia, però, alguns redactors provinents de fora que es van incorporar al diari als anys 60, com Fèlix Bouso Mares i Víctor Gay, i que a poc a poc van anar guanyant un renom dins la publicació.
La desaparició del dictador i el desmantellament del Movimiento van tenir greus repercussions sobre els periòdics falangistes com Los Sitios. A més, la nova legislació a partir de la dècada del 1980 va fer possible la privatització dels mitjans de comunicació impresos, de manera que l'any 1984 el diari va abandonar l'adscripció als Medios de Comunicación Social del Estado i va passar a ser propietat d'un grup d'empreses privades que constitueixen l'Editorial Gironina SA. A partir d'aquest moment, el diari passa a incloure una segona capçalera com a subtítol: Diari de Girona, amb una certa intenció de convertir-se en el successor de l'antic diari que havia fundat Rafael Masó. També es va començar a introduir gradualment la llengua catalana a la redacció, i va passar a ser una publicació bilingüe per acabar el 1989 publicant-se només en català i adoptar l'únic nom de Diari de Girona.

## Directors
- Francisco Alfonso Merchán
- Rafael Manzano
- Gonzalo Aguarón del Hoyo
- Fulgencio Miñano
- Gonzalo Garrido
- Jaume Sureda Prat
- Jordi Bosch
- Víctor Gay

## Redactors i col·laboradors
- Francesc Moré
- Lluís Belled
- J.M. Ginès
- J.M. Clarà
- Mn. Carles de Bolòs
- Julio Amador
- Joaquim Josep Saurina
- Maria Alonso
- Jaume Sureda Prat
- Ramon Guardiola Rovira
- Joaquim Pla Cargol
- Miquel Gil i Bonancia
- Félix Bouso Mares
- Víctor Gay